# Georg Weich
Georg Weich (* 24. Oktober 1920 in Amberg; † 25. April 2015 ebenda) war ein deutscher Politiker (SPD).
Weich besuchte die Volksschule und das Gymnasium in Amberg. Im Zweiten Weltkrieg war er Leutnant der Reserve und geriet in Kriegsgefangenschaft. Nach Kriegsende beteiligte er sich am Wiederaufbau. Anschließend machte er in der Arbeitsverwaltung eine Lehre, die er eigentlich schon vor dem Krieg absolvieren wollte, und war dort anschließend angestellt. Später besuchte er die Sozialakademie in Dortmund. 1956 wurde bei der Gewerkschaft ÖTV Vorsitzender und Geschäftsführer der Kreisverwaltung in Amberg, bis zur Pensionierung 1983 hatte dieses Amt inne. 1957 trat er der SPD bei. Für diese saß er von 1950 bis 1996 im Amberger Stadtrat. 1961 und 1965 kandidierte er im Bundestagswahlkreis Amberg für den Deutschen Bundestag, unterlag aber Heinrich Aigner (CSU), trotz beachtlicher Ergebnisse für die SPD. 1966 kandidierte er dann erfolgreich für den Bayerischen Landtag, er gehörte diesem bis 1974 an. Darüber hinaus war er ehrenamtlicher Sozialrichter und in weiteren Funktionen tätig.